# Allognosta crassitarsis
Allognosta crassitarsis är en tvåvingeart som beskrevs av Meijere 1914. Allognosta crassitarsis ingår i släktet Allognosta och familjen vapenflugor. Inga underarter finns listade i Catalogue of Life.